# Abdelhay Mellakh
Abdelhay Mellakh ou Abdelhay El Mellakh, né en 1947 à Marrakech au Maroc, est un peintre, également secrétaire général de l'association marocaine des arts plastiques.

## Biographie
Abdelhay Mellakh fait ses études universitaires à Rabat et à Paris. Il fréquente assidûment l’atelier du peintre Ben Allal, dirigé par Jacques Azéma.
En 1973, il participe, à côté d’un groupe d’artistes marrakchis, appelé Situation 73, à l’exposition manifeste des Jeunes Peintres à la place Jamaâ El Fna, organisée notamment en réaction à la rareté des galeries d’art à l’époque à Marrakech et à la difficulté pour les jeunes artistes d’y exposer leurs travaux.
Membre-fondateur de l’association marocaine des arts plastiques (AMAP) en 1974 et du Syndicat des plasticiens marocains (SPM) en 1988. Mellakh est cofondateur de la Mutuelle générale des artistes marocains.
Il vit et travaille à Casablanca.
Après sa formation universitaire, Mellakh fonde sa démarche et trouve sa voie : les signes et le symbole. Ce choix n’est certes pas fortuit. L’influence du patrimoine marocain et les réminiscences de l’inconscient collectif nourrissent sa recherche qu’il qualifie « d’impressionnisme gestuel ».
C’est le signe qui fonde sa démarche et lui donne une spécificité. La couleur se faufile derrière un échafaudage caractéristique des symboles : l’œil, le triangle et la main. Le tout orchestré dans une ambiance de « talisman » pour revaloriser une culture populaire ancrée.
C’est au milieu des ruelles agitées de Marrakech où l’animation s’adresse à tous les sens, que l’artiste a su maîtriser son rapport à l’espace. Il est tantôt ébloui par les graffitis et symboles tatouant les murs têtus, tantôt fasciné par les bottes de laines affranchies de couleurs foudroyantes.
Ainsi, Abdelhay Mellakh présente des toiles aux couleurs riches, chaudes ou froides avec des signes-symboles quasiment omniprésents. La colombe symbolise la paix. Quant au fœtus, il représente « la créativité, la naissance, la continuité, la vie ». L’œil, c’est la sagesse et le savoir.
Quelques énigmatiques pyramides, des lettres arabes calligraphiées, des spirales, des mains couvertes de dessins évoquant le henné.
Par ailleurs, la lumière est la vraie matière de sa peinture. Ses peintures sont de plus en plus « un jeu monumental de la couleur entre transparence et opacité par les seuls moyens de la peinture pure ». Les accents des effets colorés créent une atmosphère, un espace, confrontés à la frontalité et au cadre.
En 2005 il déclare que « les arts plastiques au Maroc souffrent toujours de l'absence de musées. » Abdelhay El Mellakh a un atelier à Casablanca. En 2007 son fils suit des études en ingénierie à Rouen. 

## Collections
- Palais Royal du Maroc
- Collection du Prince Soltan Ibn Abdelaziz
- Mairie de Paris
- Fondation Ford - USA
- Banque Mondiale  - USA
- Chase Manhattan Bank Museum
- Musée de Baghdad - Irak
- Aéroport international de Jeddah
- Parlement Marocain
- Fondation Attijari Wafabank
- Fondation de la Banque du Maroc
- Fondation de la BMCI
- Fondation de la SGMB
- Fondation de CIH Bank

## Expositions personnelles
- 2016 : Carnets de voyages, Rabat[3]
- 2011 : Galerie Younique - Paris
- 2009 : Dans la  lumière d’Abdelhay  El Mellakh, siège de l’Agence française de développement (AFD) à Paris[4]
- 2009 : Marrakech[5]
- 2008 : Galerie Bab Rouah - Rabat
- 2006 :
  - Festival International du Cinéma - Palais des Congrès - Marrakech
  - Galerie Memo Art - Casablanca
- 1998 : Galerie Le Portal - Québec
- 1996 : Festival International de sculpture sur glace - Valloire